# Lepidopilum tortifolium
Lepidopilum tortifolium är en bladmossart som beskrevs av Mitten 1869. Lepidopilum tortifolium ingår i släktet Lepidopilum och familjen Daltoniaceae. Inga underarter finns listade i Catalogue of Life.